# Minister voor Medische Zorg
De minister voor Medische Zorg was een Nederlandse minister zonder portefeuille die bestond van 26 oktober 2017 tot 2 juli 2024. De post werd ingesteld bij het kabinet-Rutte III. In het eindverslag van de formateur werd de nieuwe ministerspost voor het eerst officieel genoemd. Van 10 januari 2022 tot 2 februari 2024 heette deze post de minister voor Langdurige Zorg en Sport. De post viel onder het ministerie van Volksgezondheid, Welzijn en Sport.
Het takenpakket van deze minister omvatte op moment van instelling bij het kabinet-Rutte III:
- curatieve zorg
- genees- en hulpmiddelen
- infectieziektebestrijding
- gezondheidsbescherming
- verantwoordelijkheid voor verbetering van ICT in de zorg, kennis en informatie-infrastructuur
- verantwoordelijkheid voor de Zorgverzekeringswet, zorgtoeslag en pakketbeheer
- medische (bio)technologie
- drugsbeleid
- arbeidsmarktbeleid
- beroepen en opleiding
- kwaliteitsbeleid
- sportbeleid
- het toezicht op voedselkwaliteit

Voorts vallen onder de verantwoordelijkheid van de minister:
- Nederlandse Voedsel- en Warenautoriteit (NVWA)
- College ter Beoordeling van Geneesmiddelen (CBG)
- registerdienst CIBG
- Rijksinstituut voor Volksgezondheid en Milieu (RIVM)

Minister voor deze post was tot 19 maart 2020 Bruno Bruins (VVD). De minister verzocht de koning tot ontslag wegens oververmoeidheid, dat werd ingewilligd. Op 20 maart kondigde Mark Rutte aan dat Martin van Rijn (PvdA) voor drie maanden deze post zou gaan bekleden. Vervolgens werd op 9 juli 2020 Tamara van Ark benoemd als minister voor Medische Zorg. Op 3 september 2021 verviel deze post, omdat Van Ark aftrad vanwege nekklachten. Het takenpakket werd overgenomen door minister Hugo de Jonge van Volksgezondheid, Welzijn en Sport en staatssecretaris Paul Blokhuis van hetzelfde departement.
In het kabinet-Rutte IV keerde deze post terug onder de naam minister voor Langdurige Zorg en Sport. De minister voor deze post werd Conny Helder. Na beëdiging van Conny Helder tot minister van Volksgezondheid, Welzijn en Sport werd Pia Dijkstra op 2 februari 2024 benoemd tot minister voor Medische Zorg in het kabinet-Rutte IV. Dit bleef zij tot het aantreden van het kabinet-Schoof op 2 juli 2024, waarna deze ministerspost verdween. Wel kwam er een tweede staatssecretaris bij op het ministerie, die van Langdurige en Maatschappelijke Zorg.